# Château de Retail
Le château du Retail est un château situé à Legé, en France, au lieu-dit "Le Retail".

## Description
Composé d'un ensemble de bâtiments formant un "U", on y trouve à droite les communs (boulangerie avec son four à pain et l'écurie, à gauche les pièces pour le service et au centre le logis seigneurial dont il ne reste que la façade. Chacun des bras se termine par un pavillon datant de la seconde moitié du XVIIe siècle, tout comme la façade centrale.
Au-delà de la façade, se trouve une tour carrée (à l'intérieur) sans doute du XIVe siècle avec son toit en poivrière datant, lui, du début du XXe siècle ainsi que la modification extérieure en forme plus ou moins arrondie.
Plus loin, à côté des bâtiments de la ferme, se trouve la chapelle, datant du début du XVe siècle. Son acte de fondation par les trois frères Prévost, qui se partageaient la seigneurie, date de 1499.
Non loin de cette chapelle, se dresse un rare porche avec, sur son faîte, cinq boules de pierre, datant du XVIIIe siècle.

## Localisation
Le château est situé sur la commune de Legé, dans le département de la Loire-Atlantique, au lieu-dit "le Retail", sur la route des Lucs-sur-Boulogne.

## Historique
Le château du Retail s’est développé autour d’une ancienne forteresse avancée du Poitou face à la Bretagne. On y voit une tour du XIVe ou XVe siècle et un ensemble imposant de bâtiments construits aux XVe, XVIe et XVIIe siècles disposés sur trois côtés d’une cour où l’on pénètre par un porche. Deux autres porches donnent accès à la ferme. La façade principale du bâtiment date du XVIIe siècle. Le château possède une remarquable chapelle de type gothique flamboyant construite aux XVe et XVIe siècles, dont on peut admirer la porte d’entrée et l’autel de granit. Durant la Révolution, la chapelle du Retail servit d’église paroissiale à l’abbé Barbedette, curé du Luc. En 1863, la Marche du Retail fut rattachée à Legé. Le château fut la propriété des familles Normand (en 1330), Prévost (de 1350 à 1544), de Saint-Hilaire, seigneurs de Grand Landes (de 1544 à 1646), de la famille Goulard par le mariage de Marie de Saint-Hilaire avec René Goulard en 1646. Au XIXe siècle les Baudry d'Asson en hérite. Il est vendu une première fois en 1902, puis à nouveau en 1969 à la famille des propriétaires actuels.
Le monument est inscrit au titre des monuments historiques en 1974.